# Chauchina
Chauchina è un comune spagnolo di 4 320 abitanti situato nella provincia di Granada.

## Geografia fisica
Nel territorio del comune è situato l'Aeroporto di Granada. Il comune è attraversato dal fiume Genil.